# Серов (град)
Вижте пояснителната страница за други значения на Серов.
Серо̀в (на руски: Серов) е град в Свердловска област, Русия. Населението на града през 2010 година е 99 381 души. Той е голям индустриален и културен център в региона.

## История
Селището е основано през 1893 година, през 1926 година получава статут на град.

## Географска характеристика
Градът е разположе в северната част на областта, от източната част на склона на планината Урал. През града минава река Каква, която е десен приток на река Сосва (от басейна на р. Об).
Разстоянието до центъра на областта Екатеринбург с железопътен транспорт е 388 км, а по автомагистрала – 344 км.